# Креветочная ферма

Креветочная ферма в Южной Корее. По поверхности прудов движется несколько автоматических лопастных аэраторов.

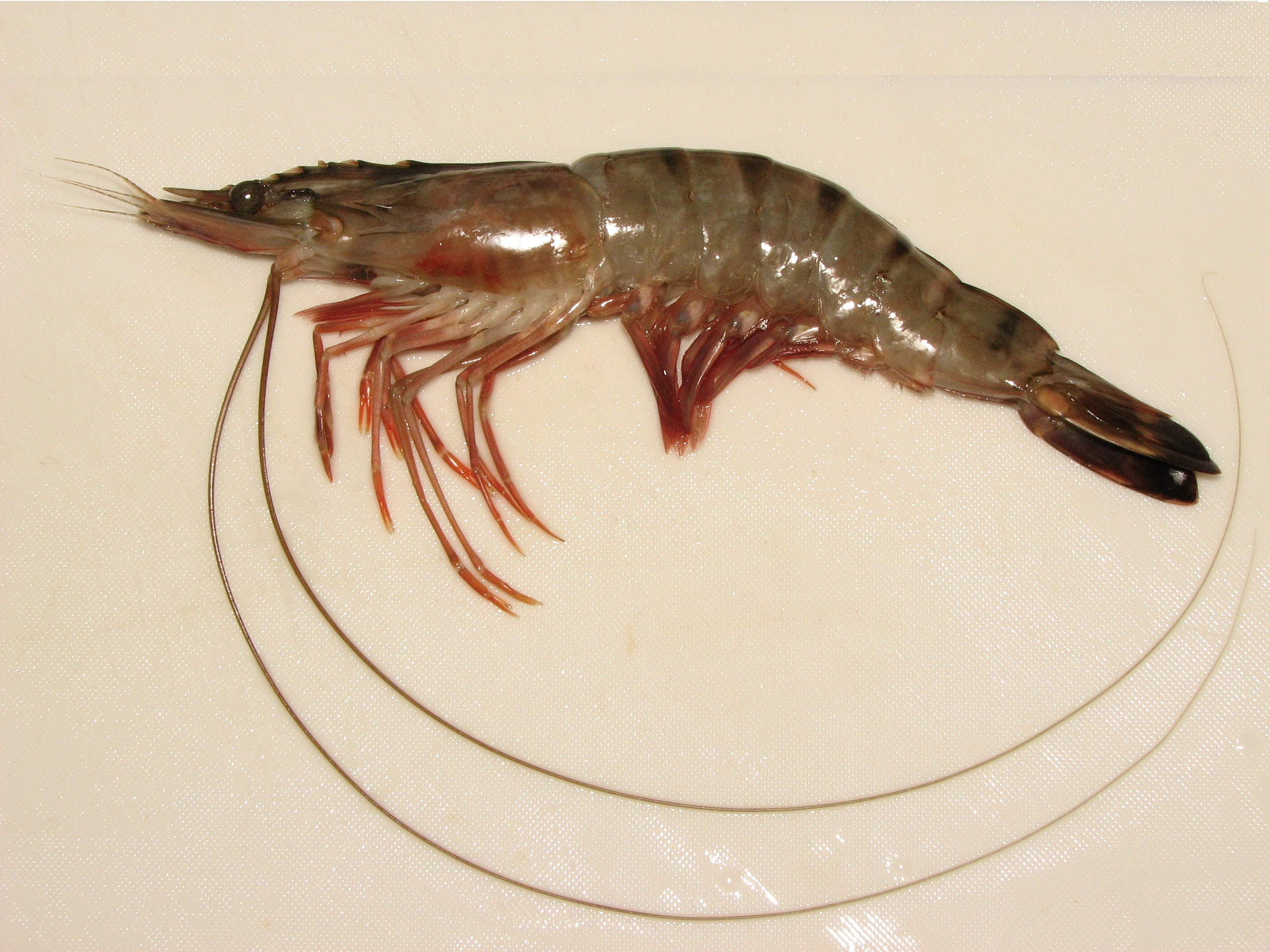
Тигровая креветка (лат. penaeus monodon) — один из основных культивируемых на креветочных фермах видов.

Креветочная ферма — одна из форм аквакультуры, занимающаяся искусственным разведением креветок, в основном из семейства Penaeidae подотряда Dendrobranchiata семейства Penaeidae (например, тигровых креветок).
Широкое коммерческое разведение креветок началось в 70-х годах XX века и было вызвано увеличением потребности в этом продукте на рынках США, Японии и Западной Европы. В 2003 году общий объем мирового производства на фермах превысил 1,6 млн тонн, а общая стоимость продукции составила около 9 миллиардов долларов США. Около трёх четвертей выращиваемых креветок производится в Азии, в частности в Китае и Таиланде. Почти вся остальная часть поступает из Латинской Америки, где крупнейшим производителем является Бразилия.
В фермерских хозяйствах США пруды для разведения креветок, как правило, имеют размеры от 0,2 до 1,2 гектара и глубину до 1 м.
Если сравнить закрытый способ разведения креветок и открытый в прудах Азии, то первый вариант - лучшая альтернатива для состояния окружающей среды.
В 2023 году мировой рынок креветок оценивался примерно в 40,35 миллиарда долларов США.